# Osborne PC (prototipo)
El Osborne PC fue el último intento de la empresa Osborne Computer Corporation para librarse de la bancarrota y lanzar al mercado un nuevo modelo, en un momento en que el Z80 y el CP/M estaban siendo reemplazados en el mercado por los IBM PC Compatibles con MS-DOS.

## Desarrollo
A comienzo del verano de 1983 se realizó um esfuerzo para producir una versión del Osborne Ejecutive compatible con el PC de IBM. A pesar de que los socios habían contribuido con 9 millones de dólares de financiación en abril y otros 11 en junio, Osborne fue incapaz de conseguir 20 millones adicionales que consideraba necesarios para lanzar un producto compatible con el de IBM al mercado. Se formó un equipo de desarrollo rápido, principalmente para crear un prototipo de placa base compatible DOS y un nuevo frontal para acomodar los cambios en conectores. El diseño utilizó muchas partes del Ejecutive, incluyendo las unidades de disquette, pantalla, chasis, suministro de energía y teclado. Estuvo completado en seis semanas y fue mostrados a un número de inversores potenciales, pero no fue capaz de generar interés suficiente para salvar a la compañía de la bancarrota definitiva.

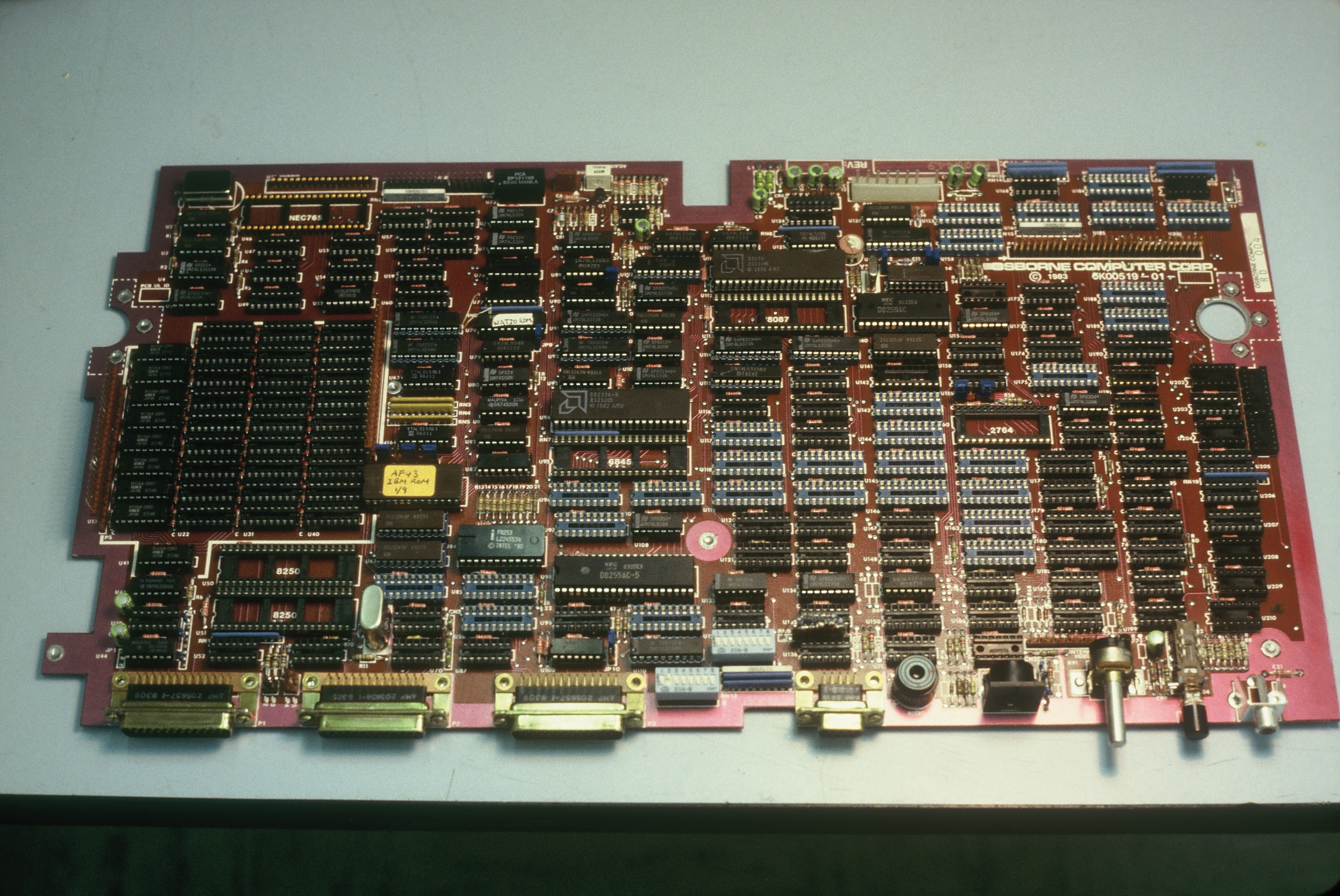
Placa del prototipo del Osborne PC

## Cierre de la empresa
El 2 de agosto, la planta de New Jersey cerró y 89 trabajadores fueron despedidos. Unos cuantos días más tarde lo fueron 200 trabajadores de la planta de Hayward (California). A principios de septiembre los bancos tomaron control de las cuentas de la compañía. El 9 de septiembre 270 trabajadores adicionales fueron despedidos y cesó la producción, dejando únicamente a 80 empleados en la nómina de California. Tres días más tarde, el 12 de septiembre, Porter Hurt presentó una demanda por 4.5 millones de dólares que se debían a su firma por placas base. El 13 de septiembre de 1983, OCC solicitó la quiebra en el tribunal de quiebras federales de Oakland (California), reflejando activos por 40 millones de dólares, pasivos por 45 millones de dólares y 600 acreedores.